# Когинов, Юрий Иванович
Юрий Иванович Когинов (30 сентября 1924, Бежица, Брянская губерния — 8 мая 2000, Москва) — советский и российский журналист, писатель. Участник Великой Отечественной войны. Автор романов о выдающихся исторических личностях, в частности о Фёдоре Тютчеве. Лауреат Всероссийской премии имени Фёдора Тютчева (1999). Член Союза писателей СССР и Союза писателей России.

## Биография
Юрий Когинов родился 30 сентября 1924 года в Бежице (ныне — в составе Брянска). Там же окончил 9 классов, а среднюю школу — в Ельце, где располагался штаб Брянского фронта. После средней школы его призвали в РККА, отправили радистом в тыл с диверсионной группой в партизанский отряд Михаила Ромашина. Сражался против нацистов в Навлинском районе, участвовал в операции по подрыву Голубого моста.  Указом Президиума Верховного Совета СССР от 17 декабря 1943 года №123/н был награждён медалью «Партизану Великой Отечественной
войны» II степени. В 1943–1944 гг. работал инструктором Железнодорожного райкома ВЛКСМ Орла. С февраля 1944 года работал как литсотрудник сельхозотдела в «Орловской правде».
3 марта 1945 года был уволен за повторяющиеся ошибки при публикации материалов и отправлен на фронт. Принимал участие в штурме Берлина, по некоторым данным, также в освобождении Варшавы.
После войны вернулся к отцу в Бежицу. Вскоре начал работать в «Брянском рабочем». Учился в Петрозаводском университете. Работал собственным корреспондентом газет «Комсомольская правда», «Советская Россия» (в Карелии, КазССР, Красноярском крае), с 1966 года — специальным корреспондентом газеты «Правда».
Литературная деятельность Юрия Когинова началась в 1956 году. С 1976 года — член Союза писателей СССР. Основные темы его творчества — выдающиеся личности истории. Написал две книги о Тютчеве, о И. И. Фокине, А. К. Толстом, А. М. Горьком, И. И. Шувалове, П. И. Багратионе, А. И. Чернышёве.